# La Côte
La Côte település Franciaországban, Haute-Saône megyében. Lakosainak száma 526 fő (2022. január 1.). La Côte Malbouhans, Magny-Danigon, La Neuvelle-lès-Lure, Palante, Ronchamp és Roye községekkel határos.

## Népesség
A település népességének változása:
| Lakosok száma | 510  | 515  | 532  | 519  | 521  | 526  | 526  | 526  | 526  |
|               | 2013 | 2015 | 2016 | 2017 | 2018 | 2019 | 2020 | 2021 | 2022 |